# 虎尾達哉
虎尾 達哉（乕尾達哉、とらお たつや、1955年9月24日 - ）は、日本の歴史学者。鹿児島大学名誉教授。日本古代史専攻。

## 人物・来歴
青森県弘前市生まれ。父は歴史学者の虎尾俊哉。祖父は俳人の虎尾文平（台南師範学校、旧制松山中学校で国漢教師）。飛鳥時代から奈良・平安時代前期（7世紀～9世紀）の政治、官僚制の実態を研究。1999年に文部省長期在外研究員として渡英して以降は、幕末・明治期に来日したアーネスト・サトウやウイリアム・アストンら先駆的英国人日本学者についての調査・研究も行っている。

## 経歴
1974年青森県立弘前高等学校卒業、1979年京都大学文学部国史学専攻卒業、1983京都大学大学院文学研究科博士課程中退（指導教官は岸俊男）。1997年「古代参議制の研究」により京都大学・文学博士。1983年鹿児島大学法文学部助手、87年5月助教授、98年教授。2021年定年退職、名誉教授。現在、鹿児島大学および鹿児島県立短期大学非常勤講師、放送大学鹿児島学習センター客員教員。
1999年６月-2000年4月ロンドン大学東洋アフリカ研究学院（SOAS）客員研究員。

## 著作
- 『日本古代の参議制』（吉川弘文館） 1998年
- 『律令官人社会の研究』（塙書房） 2006年
- 『藤原冬嗣』（吉川弘文館、人物叢書） 2020年
- 『律令政治と官人社会』（塙書房） 2021年
- 『古代日本の官僚 - 天皇に仕えた怠惰な面々』（中公新書） 2021年
- 『苦悩の覇者天武天皇　専制君主と下級官僚』（吉川弘文館、歴史文化ライブラリー） 2024年 ISBN　9784642306065

### 論文
- <虎尾達哉